# Nacionalno prvenstvo ZDA 1901
Nacionalno prvenstvo ZDA 1901 v tenisu.

## Moški posamično
William Larned :  Beals Wright  6-2 6-8 6-4 6-4

## Ženske posamično
Elisabeth Moore :  Myrtle McAteer  6-4, 3-6, 7-5, 2-6, 6-2

## Moške dvojice
Holcombe Ward /  Dwight Davis :  Leo Ware /  Beals Wright 6–3, 9–7, 6–11

## Ženske dvojice
Juliette Atkinson /  Myrtle McAteer :  Marion Jones /  Elisabeth Moore b.b.

## Mešane dvojice
Marion Jones /  Raymond Little :  Myrtle McAteer /  Clyde Stevens 6–4, 6–4, 7–5